# Rabadompu Timur
Rabadompu Timur is een bestuurslaag in het regentschap Bima van de provincie West-Nusa Tenggara, Indonesië. Rabadompu Timur telt 3363 inwoners (volkstelling 2010).